# タイワンウオクサギ
タイワンウオクサギ Premna serratifolia L. はシソ科の樹木。

## 特徴
常緑性の小高木。1年目の枝は多少有毛か無毛。2年目の枝は灰緑色になる。葉は対生し、葉身は卵状楕円形から卵円形、先端は急に細くなって短く突き出し、あるいは鈍く終わり、基部側は真っ直ぐになっているかやや丸くなるか、あるいは心形に窪む。葉身は洋紙質で縁は滑らか。葉身の長さは6-17cm、幅は4-10cm、葉柄は長さ1.5-8cm。側脈は4-5対で表裏共にやや突き出している。
茎の先端に出る花序は散房状で浅いドーム状、あるいはもっと平たくなって径5-17cmほど、高さ4-10cm。萼は鐘形で長さ1.5mm、縁には5歯があり、花が終わった後に大きくなる。花冠は白くて長さ約2mm、縁は4裂する。雄蘂と雌しべは花冠から少しだけ顔を出す。核果は球形で径3-4mm、その基部には宿在する萼が径3mmの皿状に残る。

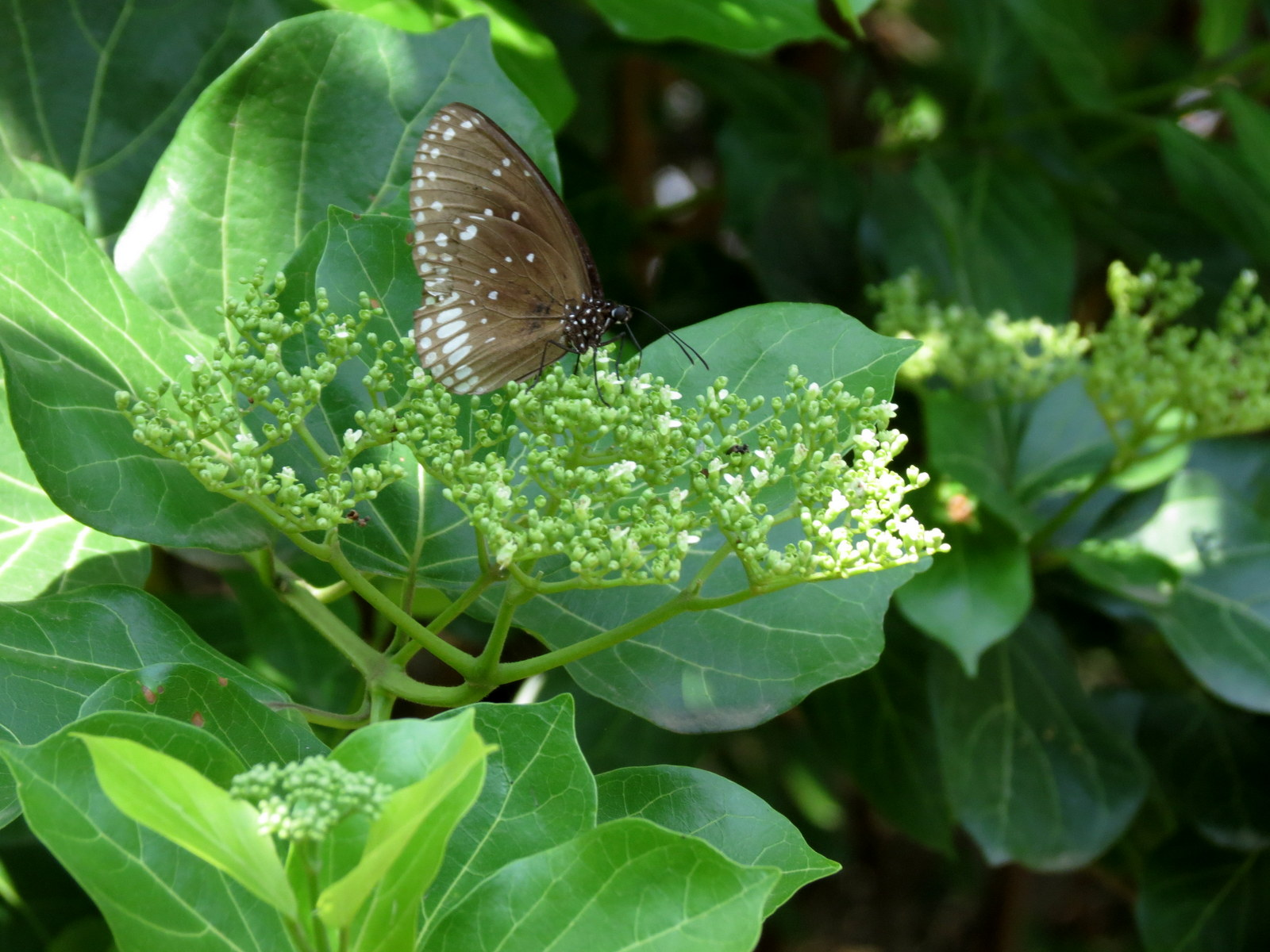
花序が平らな面を作る
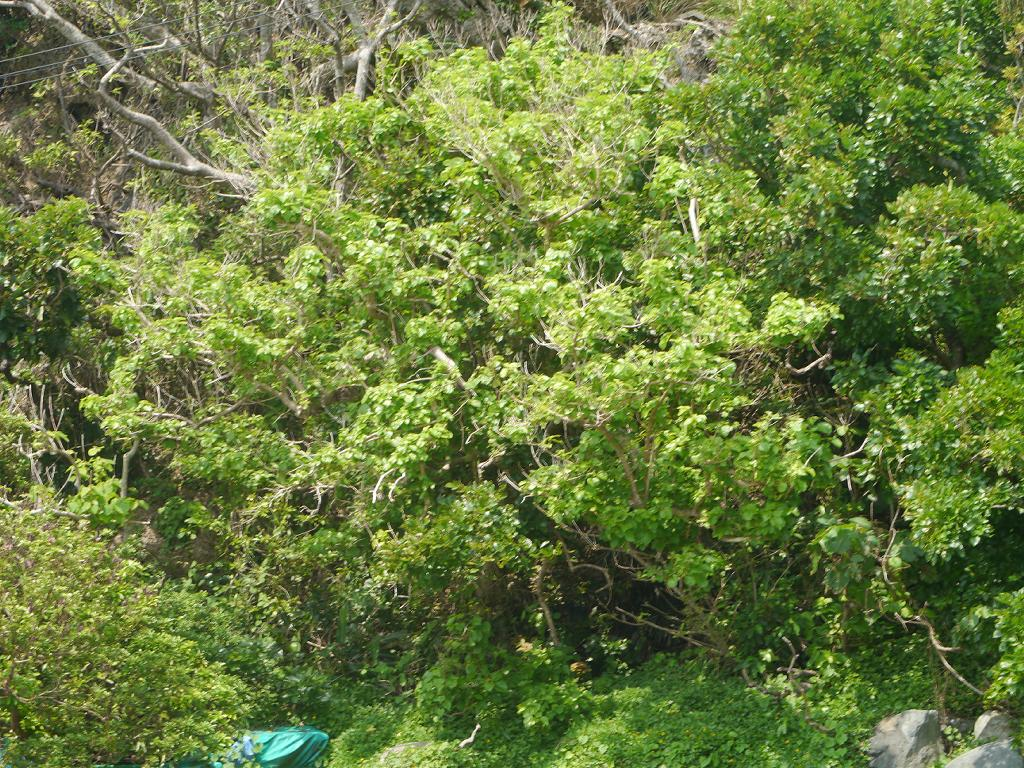
かなり大きな木となる 沖縄島
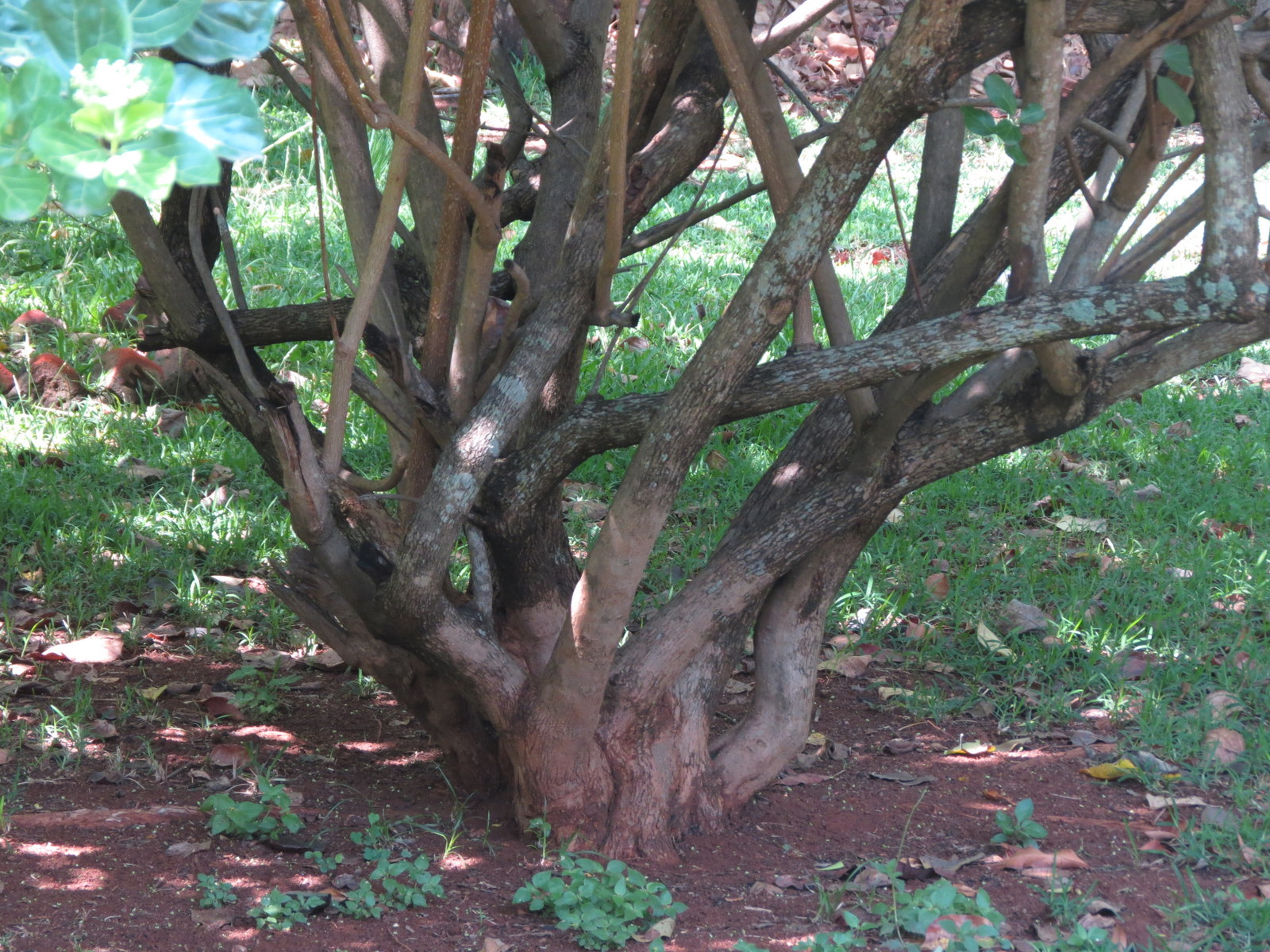
枝分かれした根本

## 分布と生育環境
日本では琉球列島の各島に見られ、国外では台湾から熱帯アジア、ポリネシアにまで分布する。海岸近くの隆起珊瑚礁の地域によく見られる。

## 近縁種など
ハマクサギ属は世界の熱帯域を中心に約200種があり、日本には3種の自生種がある。そのうちハマクサギ P. microphylla は日本本土まで分布があるが、琉球列島でも見られる。ルゾンクサギ P. nauseosa は石垣島と西表島から知られる。これら2種はいずれも葉を揉むと悪臭があるが、本種にはそれはない。花筒はハマクサギは黄色くて大きくて花筒は本種の2倍ほど。ルゾンクサギは白くて小さく、本種の半分程度しかない。またこれらの中で本種が最も広い分布域を持っている。

## 利用
材木としては硬くて耐水性が高い。建築材や柱として用いられるが、水工材として耐朽性に優れるという。また若葉が救荒食材として用いられたともいう。